# Wim Decock
Wim Decock, né en 1983 à Waregem, est un historien du droit et un professeur d'université belge. Il enseigne actuellement le droit romain, l'histoire du droit et le droit comparé à l'université catholique de Louvain et à l'université de Liège.

## Biographie
Après avoir obtenu summa cum laude un master en Langues et Littératures grecques et latines à la KU Leuven, il y obtient en 2011 son doctorat en Droit conjointement avec l'université de Rome III avec pour titre de thèse Theologians and Contract Law. The Moral Transformation of the Ius commune (ca. 1500-1650). Il réalise ensuite un bachelier en Droit à la KU Leuven, et un master en cette même matière à l'université de Gand.
Entre 2012 et 2014, il dirige un groupe de recherche de l'Institut Max Planck pour l'Histoire et la Théorie du Droit (de), nommé Kanonistik, Moraltheologie und Konfliktlösung in der Frühen Neuzeit, qui étudiait le règlement des litiges sous l'oeil du droit canon et de la théologie morale à l'époque moderne.
À partir de 2014, il est professeur d'Histoire du droit à la KU Leuven, fonction qu'il quitte en 2021 pour devenir professeur à l'UCLouvain. Depuis 2017, il enseigne aussi à la Faculté de droit, de sciences politiques et de criminologie de l'université de Liège. Il a été en outre professeur invité du Centre de recherches historiques (CRH) de l'École des hautes études en sciences sociales en 2017.
Depuis 2021, il est aussi membre de l'Académie royale des sciences d'outre-mer.

## Travaux
Considéré comme l'un des meilleurs historiens de sa génération dans les domaines du droit et de la scolastique, Wim Decock s'intéresse particulièrement à l'immense littérature "juridico-théologique" des XVIe et XVIIe siècles et aux réflexions des juristes et théologiens de l'École de Salamanque sur le droit des contrats, la pensée économique ou l'émergence du capitalisme.

## Distinctions
- Médaille Max Planck-Humboldt (2022)[8];

- Prix de la Vlaamse Wetenschappelijke Stichting de l'Académie Royale Flamande de Belgique des Sciences et des Arts (2020)[9];

- Prix Michael Novak (2017)[10];

- Prix Heinz-Maier-Leibnitz (2014)[11];

- Prix du Livre juridique de l'année, décerné par le Neue Juristische Wochenschrift (de) (2013)[12];

- Prix Raymond Derine (nl) (2012)[13];

- Prix de recherche de l'Academische Stichting Leuven en Sciences humaines (2012)[14].

## Œuvres principales
- Wim Decock, Jan Hallebeek et Tammo Wallinga, Fondements romains du droit, Louvain-la-Neuve, Larcier, 2024

- (en) Wim Decock et Janwillem Oosterhuis (dir.), Great Christian jurists in the Low Countries, Cambridge, Cambrige University Press, 2021 (lire en ligne )

- (de) Wim Decock (dir.), Konfliktlösung in der Frühen Neuzeit, Heidelberg, Springer, 2021 (lire en ligne )

- Wim Decock, Le marché du mérite : Penser le droit et l'économie avec Léonard Lessius, Bruxelles, Zones Sensibles, 2019

- (de) Wim Decock et Christiane Birr, Recht und Moral in der Scholastik der Frühen Neuzeit 1500-1750, Berlin/Boston, De Gruyter, 2016 (lire en ligne )

- (en) Wim Decock, Theologians and contract law : the moral transformation of the ius commune (ca. 1500-1650), Leyde-Boston, Martinus Nijhoff Publishers, 2013, 723 p. (lire en ligne )